# Wolfgang Brezinka
Wolfgang Brezinka (Berlín, República Alemana 9 de junio de 1928-Telfes im Stubai, Tirol (Austria); 3 de enero de 2020) fue un pedagogista de origen alemán, conocido por sus estudios sobre la educación. Sus obras han sido traducidas a varios idiomas, también al castellano.
Por sus propuestas pedagógicas, se le considera como representante del racionalismo crítico.